# Barbie Girl
Barbie Girl is een liedje van de Deens-Noorse muziekgroep Aqua, uitgebracht in 1997 als single en onderdeel van het album Aquarium. Het werd geschreven nadat de groep een expositie over kitschvoorwerpen had bezocht.
Het liedje gaat over Barbie en haar vriend Ken, de bekende poppen van Mattel. Dit was tegen het zere been van de speelgoedfabrikant.
Mattel klaagde de band aan, omdat naar hun mening het handelsmerk van Barbie was geschonden en Barbie in de clip en de tekst werd neergezet als een sekssymbool. Aqua beweerde dat Mattel eigen opvattingen bij de tekst had en dat de platenmaatschappij niet van plan was de hitsingle zomaar uit de weg te laten ruimen. Ze bestreden Mattels beschuldigingen en dienden een tegenaanklacht in wegens laster.
Nadat de aanklacht van Mattel was afgewezen bij de eerste zitting, stapte Mattel naar het Amerikaanse Hooggerechtshof. In 2002 pas werd door een Amerikaanse rechter geoordeeld dat het lied viel onder de vrijheid van meningsuiting zoals die in het eerste amendement van de grondwet van de Verenigde Staten beschreven staat. Ook werd door hem de aanklacht van Aqua's platenmaatschappij wegens laster verworpen. De zaak werd gesloten en zorgde tijdens en hierna voor veel media-aandacht voor de band en Barbie Girl. Uiteindelijk kwam het lied zelfs op de officiële website van Barbie terecht. Daarvoor werd de tekst volledig herschreven.
Na Barbie Girl volgde de single Doctor Jones. Beide singles stonden eind 1997 in de top 5 van de Nederlandse Top 40 en de Mega Top 100, terwijl de Barbie Girl-parodie Lekker Wijf/Neem een ander in de maling van Ome Henk in beide lijsten op 11 stond.

## Hitnotering
| "Barbie Girl" in de Nederlandse Top 40 - binnen: 13-09-1997 | "Barbie Girl" in de Nederlandse Top 40 - binnen: 13-09-1997 | "Barbie Girl" in de Nederlandse Top 40 - binnen: 13-09-1997 | "Barbie Girl" in de Nederlandse Top 40 - binnen: 13-09-1997 | "Barbie Girl" in de Nederlandse Top 40 - binnen: 13-09-1997 | "Barbie Girl" in de Nederlandse Top 40 - binnen: 13-09-1997 | "Barbie Girl" in de Nederlandse Top 40 - binnen: 13-09-1997 | "Barbie Girl" in de Nederlandse Top 40 - binnen: 13-09-1997 | "Barbie Girl" in de Nederlandse Top 40 - binnen: 13-09-1997 | "Barbie Girl" in de Nederlandse Top 40 - binnen: 13-09-1997 | "Barbie Girl" in de Nederlandse Top 40 - binnen: 13-09-1997 | "Barbie Girl" in de Nederlandse Top 40 - binnen: 13-09-1997 | "Barbie Girl" in de Nederlandse Top 40 - binnen: 13-09-1997 | "Barbie Girl" in de Nederlandse Top 40 - binnen: 13-09-1997 | "Barbie Girl" in de Nederlandse Top 40 - binnen: 13-09-1997 | "Barbie Girl" in de Nederlandse Top 40 - binnen: 13-09-1997 | "Barbie Girl" in de Nederlandse Top 40 - binnen: 13-09-1997 | "Barbie Girl" in de Nederlandse Top 40 - binnen: 13-09-1997 | "Barbie Girl" in de Nederlandse Top 40 - binnen: 13-09-1997 | "Barbie Girl" in de Nederlandse Top 40 - binnen: 13-09-1997 | "Barbie Girl" in de Nederlandse Top 40 - binnen: 13-09-1997 | "Barbie Girl" in de Nederlandse Top 40 - binnen: 13-09-1997 | "Barbie Girl" in de Nederlandse Top 40 - binnen: 13-09-1997 |
| Week                                                        | 01                                                          | 02                                                          | 03                                                          | 04                                                          | 05                                                          | 06                                                          | 07                                                          | 08                                                          | 09                                                          | 10                                                          | 11                                                          | 12                                                          | 13                                                          | 14                                                          | 15                                                          | 16                                                          | 17                                                          | 18                                                          | 19                                                          | 20                                                          | 21                                                          |                                                             |
| ----------------------------------------------------------- | ----------------------------------------------------------- | ----------------------------------------------------------- | ----------------------------------------------------------- | ----------------------------------------------------------- | ----------------------------------------------------------- | ----------------------------------------------------------- | ----------------------------------------------------------- | ----------------------------------------------------------- | ----------------------------------------------------------- | ----------------------------------------------------------- | ----------------------------------------------------------- | ----------------------------------------------------------- | ----------------------------------------------------------- | ----------------------------------------------------------- | ----------------------------------------------------------- | ----------------------------------------------------------- | ----------------------------------------------------------- | ----------------------------------------------------------- | ----------------------------------------------------------- | ----------------------------------------------------------- | ----------------------------------------------------------- | ----------------------------------------------------------- |
| Nummer                                                      | 15                                                          | 1                                                           | 2                                                           | 2                                                           | 2                                                           | 2                                                           | 4                                                           | 5                                                           | 11                                                          | 11                                                          | 7                                                           | 5                                                           | 5                                                           | 6                                                           | 7                                                           | 17                                                          | 19                                                          | 19                                                          | 33                                                          | 39                                                          | 40                                                          | uit                                                         |

| "Barbie Girl" in de Nederlandse Single Top 100 - binnen: 06-09-1997 | "Barbie Girl" in de Nederlandse Single Top 100 - binnen: 06-09-1997 | "Barbie Girl" in de Nederlandse Single Top 100 - binnen: 06-09-1997 | "Barbie Girl" in de Nederlandse Single Top 100 - binnen: 06-09-1997 | "Barbie Girl" in de Nederlandse Single Top 100 - binnen: 06-09-1997 | "Barbie Girl" in de Nederlandse Single Top 100 - binnen: 06-09-1997 | "Barbie Girl" in de Nederlandse Single Top 100 - binnen: 06-09-1997 | "Barbie Girl" in de Nederlandse Single Top 100 - binnen: 06-09-1997 | "Barbie Girl" in de Nederlandse Single Top 100 - binnen: 06-09-1997 | "Barbie Girl" in de Nederlandse Single Top 100 - binnen: 06-09-1997 | "Barbie Girl" in de Nederlandse Single Top 100 - binnen: 06-09-1997 | "Barbie Girl" in de Nederlandse Single Top 100 - binnen: 06-09-1997 | "Barbie Girl" in de Nederlandse Single Top 100 - binnen: 06-09-1997 | "Barbie Girl" in de Nederlandse Single Top 100 - binnen: 06-09-1997 | "Barbie Girl" in de Nederlandse Single Top 100 - binnen: 06-09-1997 | "Barbie Girl" in de Nederlandse Single Top 100 - binnen: 06-09-1997 | "Barbie Girl" in de Nederlandse Single Top 100 - binnen: 06-09-1997 | "Barbie Girl" in de Nederlandse Single Top 100 - binnen: 06-09-1997 | "Barbie Girl" in de Nederlandse Single Top 100 - binnen: 06-09-1997 | "Barbie Girl" in de Nederlandse Single Top 100 - binnen: 06-09-1997 | "Barbie Girl" in de Nederlandse Single Top 100 - binnen: 06-09-1997 | "Barbie Girl" in de Nederlandse Single Top 100 - binnen: 06-09-1997 | "Barbie Girl" in de Nederlandse Single Top 100 - binnen: 06-09-1997 | "Barbie Girl" in de Nederlandse Single Top 100 - binnen: 06-09-1997 | "Barbie Girl" in de Nederlandse Single Top 100 - binnen: 06-09-1997 | "Barbie Girl" in de Nederlandse Single Top 100 - binnen: 06-09-1997 | "Barbie Girl" in de Nederlandse Single Top 100 - binnen: 06-09-1997 | "Barbie Girl" in de Nederlandse Single Top 100 - binnen: 06-09-1997 | "Barbie Girl" in de Nederlandse Single Top 100 - binnen: 06-09-1997 | "Barbie Girl" in de Nederlandse Single Top 100 - binnen: 06-09-1997 | "Barbie Girl" in de Nederlandse Single Top 100 - binnen: 06-09-1997 | "Barbie Girl" in de Nederlandse Single Top 100 - binnen: 06-09-1997 |
| Week                                                                | 01                                                                  | 02                                                                  | 03                                                                  | 04                                                                  | 05                                                                  | 06                                                                  | 07                                                                  | 08                                                                  | 09                                                                  | 10                                                                  | 11                                                                  | 12                                                                  | 13                                                                  | 14                                                                  | 15                                                                  | 16                                                                  | 17                                                                  | 18                                                                  | 19                                                                  | 20                                                                  | 21                                                                  | 22                                                                  | 23                                                                  | 24                                                                  | 25                                                                  | 26                                                                  | 27                                                                  | 28                                                                  | 29                                                                  | 30                                                                  |                                                                     |
| ------------------------------------------------------------------- | ------------------------------------------------------------------- | ------------------------------------------------------------------- | ------------------------------------------------------------------- | ------------------------------------------------------------------- | ------------------------------------------------------------------- | ------------------------------------------------------------------- | ------------------------------------------------------------------- | ------------------------------------------------------------------- | ------------------------------------------------------------------- | ------------------------------------------------------------------- | ------------------------------------------------------------------- | ------------------------------------------------------------------- | ------------------------------------------------------------------- | ------------------------------------------------------------------- | ------------------------------------------------------------------- | ------------------------------------------------------------------- | ------------------------------------------------------------------- | ------------------------------------------------------------------- | ------------------------------------------------------------------- | ------------------------------------------------------------------- | ------------------------------------------------------------------- | ------------------------------------------------------------------- | ------------------------------------------------------------------- | ------------------------------------------------------------------- | ------------------------------------------------------------------- | ------------------------------------------------------------------- | ------------------------------------------------------------------- | ------------------------------------------------------------------- | ------------------------------------------------------------------- | ------------------------------------------------------------------- | ------------------------------------------------------------------- |
| Nummer                                                              | 11                                                                  | 4                                                                   | 2                                                                   | 2                                                                   | 2                                                                   | 2                                                                   | 2                                                                   | 2                                                                   | 3                                                                   | 5                                                                   | 5                                                                   | 4                                                                   | 5                                                                   | 7                                                                   | 8                                                                   | 8                                                                   | 14                                                                  | 19                                                                  | 19                                                                  | 25                                                                  | 28                                                                  | 31                                                                  | 34                                                                  | 42                                                                  | 49                                                                  | 49                                                                  | 60                                                                  | 65                                                                  | 67                                                                  | 80                                                                  | uit                                                                 |

| "Barbie Girl" in de Vlaamse Ultratop 50 - binnen: 20-09-1997 | "Barbie Girl" in de Vlaamse Ultratop 50 - binnen: 20-09-1997 | "Barbie Girl" in de Vlaamse Ultratop 50 - binnen: 20-09-1997 | "Barbie Girl" in de Vlaamse Ultratop 50 - binnen: 20-09-1997 | "Barbie Girl" in de Vlaamse Ultratop 50 - binnen: 20-09-1997 | "Barbie Girl" in de Vlaamse Ultratop 50 - binnen: 20-09-1997 | "Barbie Girl" in de Vlaamse Ultratop 50 - binnen: 20-09-1997 | "Barbie Girl" in de Vlaamse Ultratop 50 - binnen: 20-09-1997 | "Barbie Girl" in de Vlaamse Ultratop 50 - binnen: 20-09-1997 | "Barbie Girl" in de Vlaamse Ultratop 50 - binnen: 20-09-1997 | "Barbie Girl" in de Vlaamse Ultratop 50 - binnen: 20-09-1997 | "Barbie Girl" in de Vlaamse Ultratop 50 - binnen: 20-09-1997 | "Barbie Girl" in de Vlaamse Ultratop 50 - binnen: 20-09-1997 | "Barbie Girl" in de Vlaamse Ultratop 50 - binnen: 20-09-1997 | "Barbie Girl" in de Vlaamse Ultratop 50 - binnen: 20-09-1997 | "Barbie Girl" in de Vlaamse Ultratop 50 - binnen: 20-09-1997 | "Barbie Girl" in de Vlaamse Ultratop 50 - binnen: 20-09-1997 | "Barbie Girl" in de Vlaamse Ultratop 50 - binnen: 20-09-1997 | "Barbie Girl" in de Vlaamse Ultratop 50 - binnen: 20-09-1997 | "Barbie Girl" in de Vlaamse Ultratop 50 - binnen: 20-09-1997 | "Barbie Girl" in de Vlaamse Ultratop 50 - binnen: 20-09-1997 | "Barbie Girl" in de Vlaamse Ultratop 50 - binnen: 20-09-1997 | "Barbie Girl" in de Vlaamse Ultratop 50 - binnen: 20-09-1997 | "Barbie Girl" in de Vlaamse Ultratop 50 - binnen: 20-09-1997 | "Barbie Girl" in de Vlaamse Ultratop 50 - binnen: 20-09-1997 | "Barbie Girl" in de Vlaamse Ultratop 50 - binnen: 20-09-1997 | "Barbie Girl" in de Vlaamse Ultratop 50 - binnen: 20-09-1997 | "Barbie Girl" in de Vlaamse Ultratop 50 - binnen: 20-09-1997 | "Barbie Girl" in de Vlaamse Ultratop 50 - binnen: 20-09-1997 |
| Week                                                         | 01                                                           | 02                                                           | 03                                                           | 04                                                           | 05                                                           | 06                                                           | 07                                                           | 08                                                           | 09                                                           | 10                                                           | 11                                                           | 12                                                           | 13                                                           | 14                                                           | 15                                                           | 16                                                           | 17                                                           | 18                                                           | 19                                                           | 20                                                           | 21                                                           | 22                                                           | 23                                                           | 24                                                           | 25                                                           | 26                                                           | 27                                                           |                                                              |
| ------------------------------------------------------------ | ------------------------------------------------------------ | ------------------------------------------------------------ | ------------------------------------------------------------ | ------------------------------------------------------------ | ------------------------------------------------------------ | ------------------------------------------------------------ | ------------------------------------------------------------ | ------------------------------------------------------------ | ------------------------------------------------------------ | ------------------------------------------------------------ | ------------------------------------------------------------ | ------------------------------------------------------------ | ------------------------------------------------------------ | ------------------------------------------------------------ | ------------------------------------------------------------ | ------------------------------------------------------------ | ------------------------------------------------------------ | ------------------------------------------------------------ | ------------------------------------------------------------ | ------------------------------------------------------------ | ------------------------------------------------------------ | ------------------------------------------------------------ | ------------------------------------------------------------ | ------------------------------------------------------------ | ------------------------------------------------------------ | ------------------------------------------------------------ | ------------------------------------------------------------ | ------------------------------------------------------------ |
| Nummer                                                       | 22                                                           | 8                                                            | 4                                                            | 3                                                            | 3                                                            | 2                                                            | 2                                                            | 1                                                            | 1                                                            | 1                                                            | 1                                                            | 1                                                            | 1                                                            | 1                                                            | 1                                                            | 1                                                            | 1                                                            | 2                                                            | 5                                                            | 10                                                           | 21                                                           | 29                                                           | 32                                                           | 29                                                           | 35                                                           | 38                                                           | 42                                                           | uit                                                          |